# Ginza
Ginza (jap. 銀座) – luksusowy region Tokio, należący administracyjnie do centralnej dzielnicy miasta o nazwie Chūō. Położony jest na południe od Yaesu i Kyōbashi, na wschód od Yūraku-chō i Uchisaiwai-chō, na zachód od Tsukiji i na północ od Shinbashi. 
Ginza jest jedną z najdroższych dzielnic Tokio. Znajduje się tam wiele markowych domów towarowych (np. Mitsukoshi, Matsuya, Isetan), butików, restauracji i kawiarni, a także teatr kabuki.
Nazwa dzielnicy pochodzi od mennicy srebra (ginza), która znajdowała się na tym terenie w latach 1612–1800, w okresie Edo. Jej rozwój jako regionu drogich sklepów rozpoczął się po wielkim trzęsieniu ziemi w 1923 roku. 

## Galeria

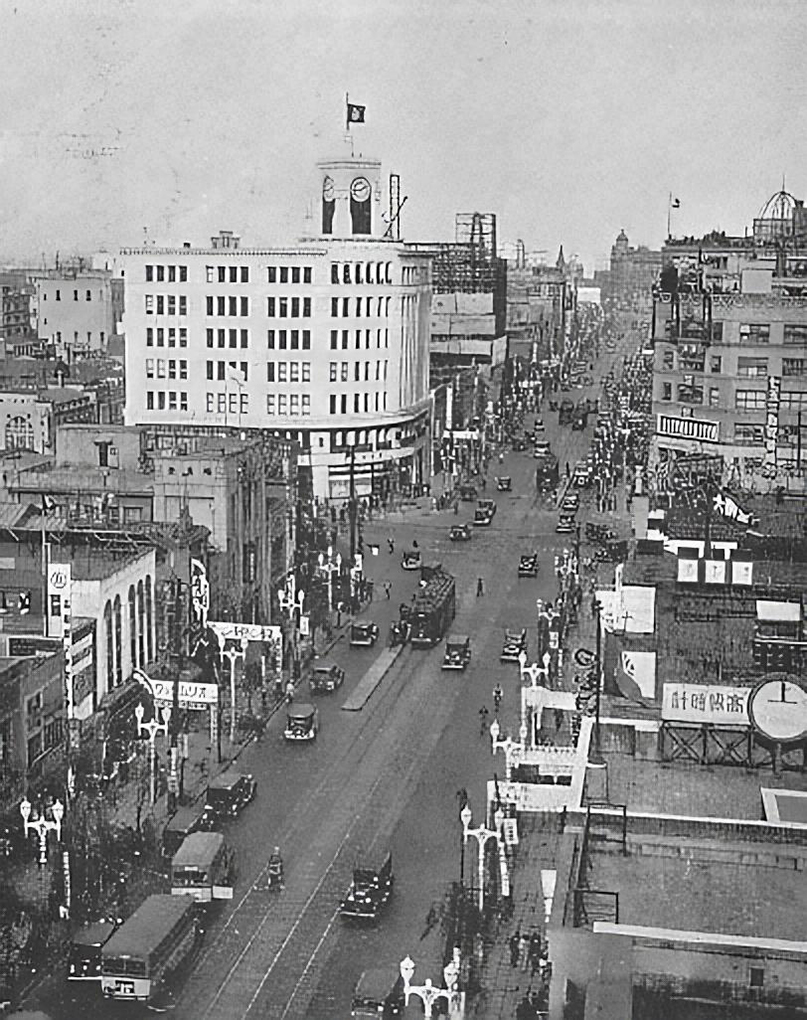
Ginza, 1933
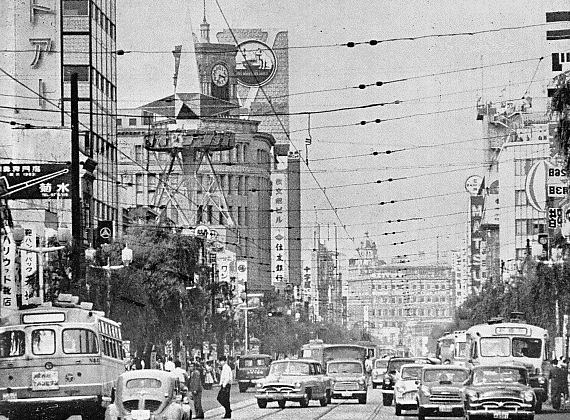
Ginza, 1960
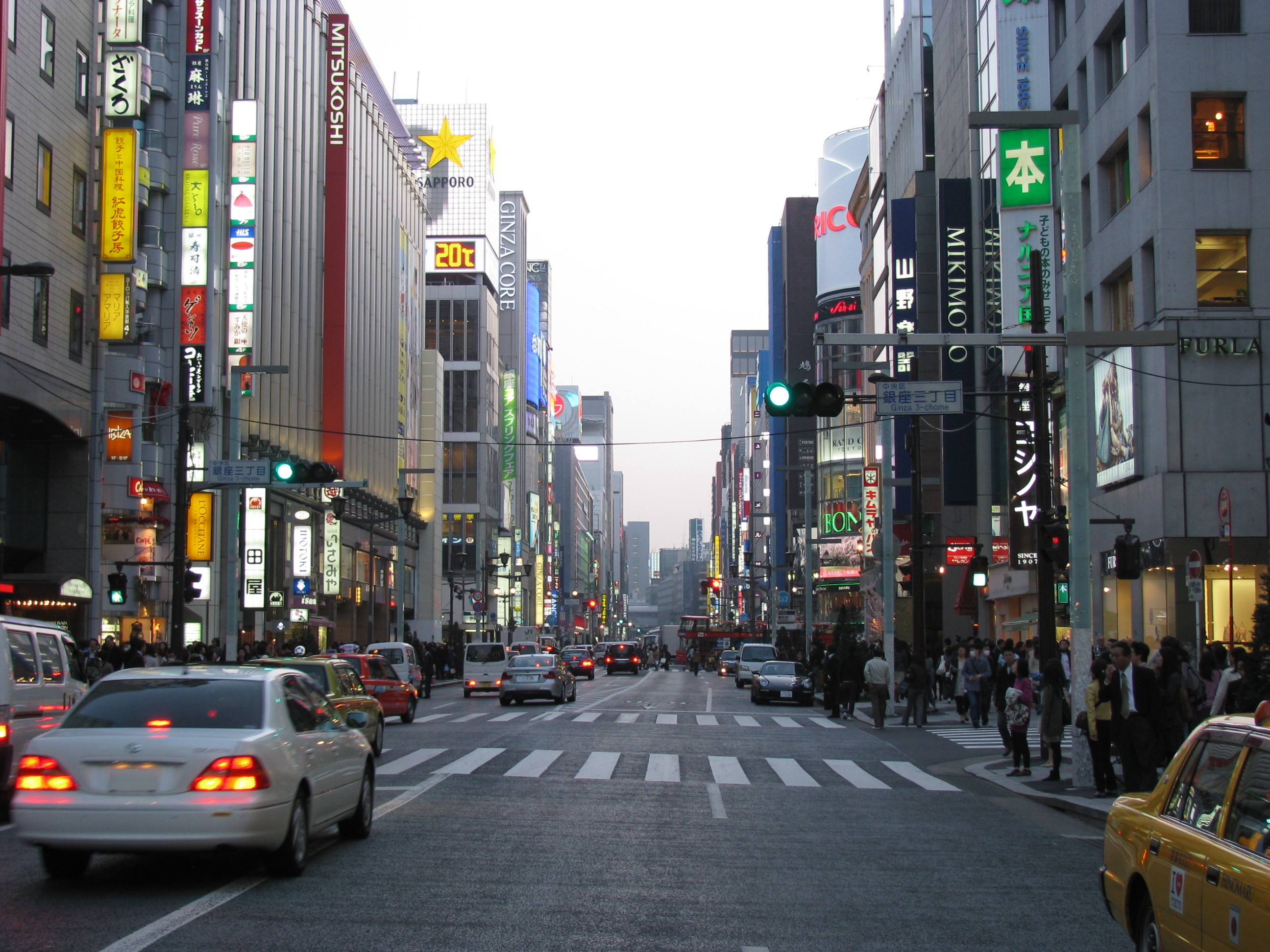
Ginza, 2010
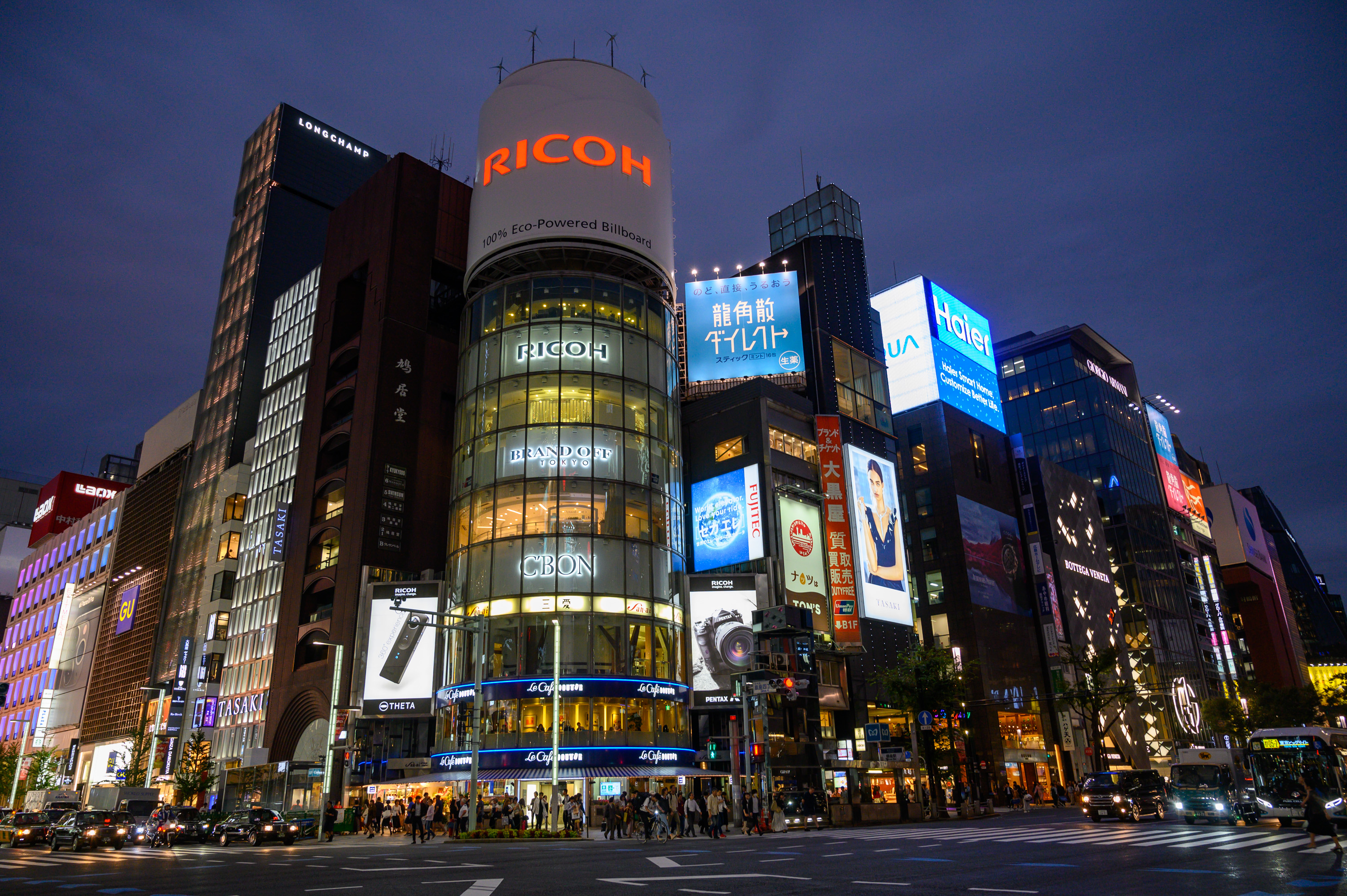
Ginza, 2019
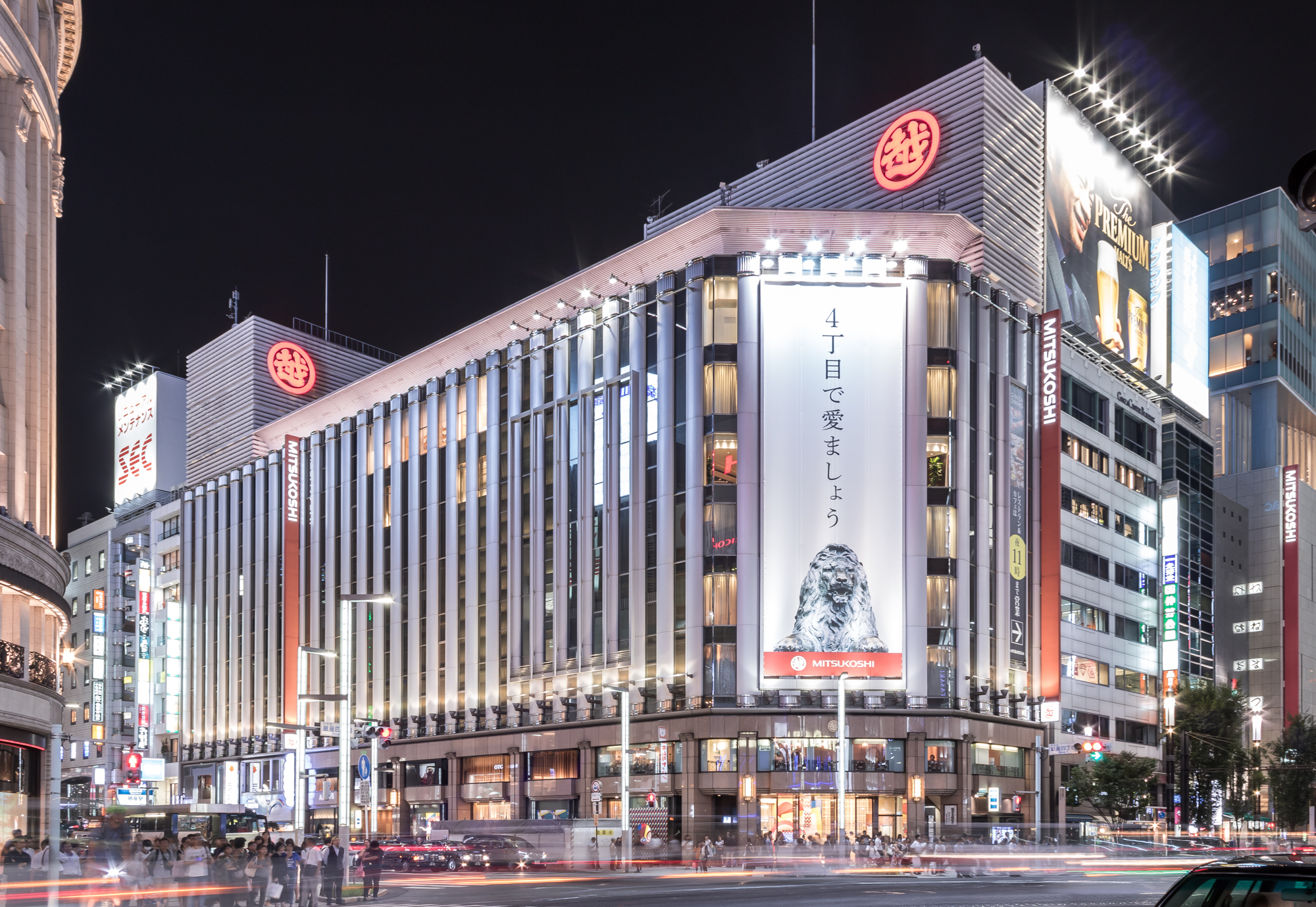
Dom towarowy Mitsukoshi